# Сеймур, Джейн
Джейн Се́ймур (англ. Jane Seymour; 1508 — 24 октября 1537, Ричмонд-апон-Темс, Лондон) — третья жена короля Англии Генриха VIII Тюдора, мать короля Эдуарда VI. Сестра Эдуарда Сеймура, Томаса Сеймура и Элизабет Сеймур.

## Детство и юность

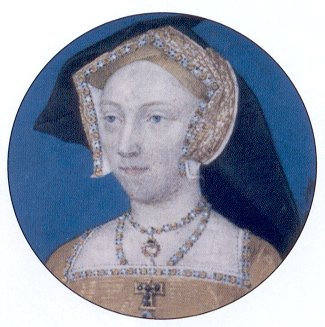
Джейн Сеймур. Миниатюра работы Лукаса Хорнболта, ок. 1536—1537 гг.

Семья Сеймур принадлежала к древнему дворянскому роду и была связана родственными узами с некоторыми могущественными аристократическими кланами — в частности, с семьёй Говардов. Леди Элизабет Говард, мать Анны Болейн, была кузиной матери Джейн, соответственно, Джейн и Анна были троюродными сёстрами. Сеймуры предпочитали вести неприметную жизнь, хотя в молодости сэр Джон Сеймур был одним из придворных короля Генриха VII и участвовал в нескольких военных кампаниях, а его жена, леди Маргарет Уэнтворт (или Марджери Уэнтворт), была одной из самых блистательных дам при дворе Генриха VII и музой поэта Джона Скелтона.
Предположительно, будущая королева родилась и выросла в отцовском поместье Вулфхолл, графство Уилтшир. Установить точную дату её рождения довольно сложно, но большинство исследователей сходятся во мнении, что она появилась на свет не позднее 1508 или 1509 года и была старшей из дочерей сэра Джона и леди Маргарет.
В отличие от предыдущих жён короля, Джейн получила более чем посредственное образование, достаточное лишь для того, чтобы уметь читать и писать. Основной упор в воспитании девочек из дворянских семей в XVI веке делался на традиционные женские занятия, такие как рукоделие и ведение домашнего хозяйства.
Впервые она появилась при дворе в качестве фрейлины Екатерины Арагонской в середине 1520-х годов. Её старший брат, Эдуард Сеймур, к тому времени уже добился определённых успехов в карьере придворного: в детстве он служил пажом в свите «французской королевы» Марии Тюдор, а по возвращении в Англию занимал различные должности при короле и кардинале Уолси.
После аннулирования брака с Екатериной и женитьбы Генриха на Анне Болейн в 1533 году, Джейн и её сестра Элизабет перешли в штат новой королевы.

## «Светлый ангел»

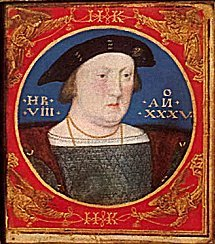
Генрих VIII. Миниатюра работы Лукаса Хорнболта, 1525—1526 гг.

Летом 1533 года посланник императора Карла V, Эсташ Шапюи, отмечал в донесениях, что королева Анна «впала в ревность — и не без оснований». Мимолётные связи короля с фрейлинами поначалу не представляли никакой угрозы её положению, но после рождения дочери Елизаветы (вместо долгожданного сына) и нескольких выкидышей Генрих стал отдаляться от супруги. В сентябре 1535 года, во время путешествия по стране, король и королева остановились в Вулфхолле, наследственном владении Сеймуров. Именно там Генрих впервые обратил пристальное внимание на дочь хозяина, леди Джейн Сеймур. Она была полной противоположностью Анне, как по внешности, так и по характеру: белокурая, бледная, спокойная и скромная девушка. Если Анну все сравнивали с ведьмой — она была худа, темноволоса и черноглаза, а кроме того, дерзка и своенравна, то Джейн больше походила на светлого ангела, воплощение умиротворения и покорности.
Исследователи до сих пор указывают различные даты первой встречи Джейн и Генриха, но, несомненно, они были знакомы ещё до визита Генриха в Вулфхолл. Из записей в приходских книгах известно, что на Рождество 1533 года король вручил нескольким фрейлинам подарки — в числе отмеченных была и леди Сеймур.
Старшие братья Джейн — Эдуард и Томас — заметив, что король симпатизирует их сестре, всячески старались, чтобы они проводили вместе как можно больше времени. Кроме того, было ясно, что отношения Генриха и Анны к концу 1535 года носили весьма натянутый характер, и король начинал задумываться о разводе с ней. Джейн и её окружение всё чаще подталкивали его к мысли о незаконности брака с Анной, и вскоре он уже во всеуслышание заявлял, что его «соблазнили и завлекли в этот брак колдовством» и что ему «следует взять другую жену».
Уже в марте 1536 года Генрих открыто делал подарки Джейн и бывал с нею на людях, чем вызывал негодование со стороны королевы. Придворные же спешили засвидетельствовать своё почтение новой фаворитке, Анну покинули почти все её сторонники. После очередного выкидыша в январе 1536 года её судьба была предрешена: она была обезглавлена 19 мая этого же года по сфабрикованному обвинению в «государственной и супружеской измене».

## «Готовая подчиняться и служить»

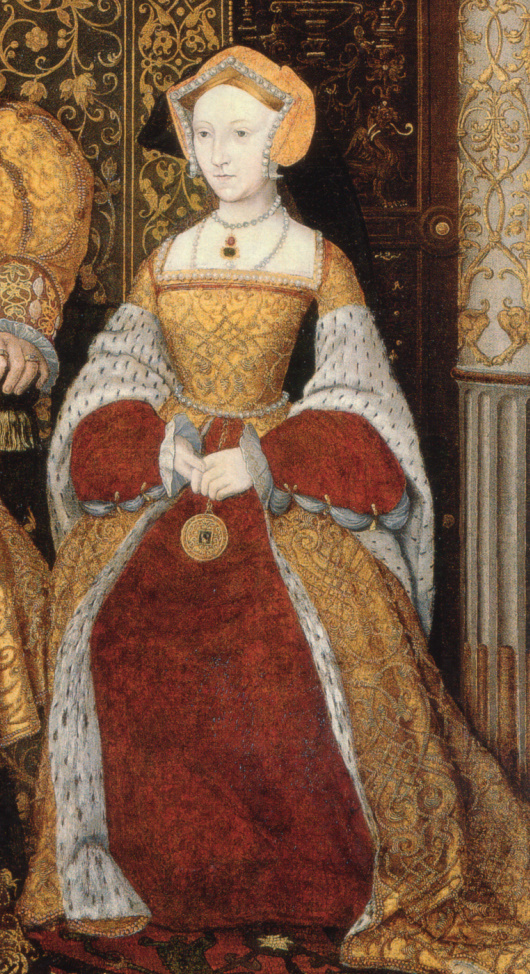
Джейн Сеймур (фрагмент семейного портрета с Генрихом и его детьми). Неизвестный художник, ок. 1545 г.

Сразу же после казни Анны Болейн Тайный совет короля подал ему прошение с рекомендацией найти себе в скором времени новую жену. Это было обычной формальностью, так как 20 мая, через день после смерти Анны, Генрих и Джейн тайно обручились, а 30 мая архиепископ Кентерберийский Томас Кранмер обвенчал их в часовне Уайтхолла. 4 июня её официально провозгласили королевой Англии, но Генрих не спешил с её коронацией, пока не было уверенности, что новая супруга не бесплодна.
В качестве королевы Джейн устраивала почти всех: добрая, тихая, благочестивая, а кроме того, она оставалась последовательницей старой религии и сочувствовала опальной принцессе Марии. Лишь приверженцы протестантизма остались недовольными, опасаясь, что Джейн будет оказывать влияние на церковные реформы. Но она была далека от политики. Только однажды она осмелилась вступиться за участников «Благодатного паломничества» и обратилась к Генриху с просьбой восстановить хотя бы некоторые монастыри, тем самым вызвав его раздражение и гнев. Король резко прикрикнул на неё и приказал впредь не вмешиваться в дела государственной важности, напомнив, что предыдущая королева поплатилась за это жизнью.
Джейн более не предпринимала попыток повлиять на действия короля. Отныне смыслом её жизни было стремление создать для него подобающую семейную обстановку. «Готовая подчиняться и служить» (англ. Bound to obey and serve) — такой девиз выбрала себе новая королева и следовала ему до конца. Почти всё время она проводила, занимаясь рукоделием со своими фрейлинами, самыми близкими из которых были её сестра Элизабет и леди Энн Сеймур, жена Эдуарда. По просьбе Джейн король позволил своей старшей дочери, леди Марии, вернуться ко двору уже летом 1536 года (предварительно заставив её подписать документ, по которому она признавала Генриха главой церкви в Англии, а его брак с Екатериной Арагонской недействительным), а Рождество 1536 года королевская семья встречала уже в полном составе, включая маленькую леди Елизавету, которую привезли из Хартфордшира по предложению Марии.
Весной 1537 года Джейн сообщила Генриху о своей беременности. Король окружил супругу небывалой заботой и исполнял все её требования и капризы. Чтобы порадовать королеву, он даже назначил её брата Эдуарда членом Тайного совета.
В сентябре она переехала в Хэмптон-корт, а 12 октября 1537 года Джейн исполнила заветное желание короля, родив ему сына-наследника — Эдуарда, принца Уэльского. Через несколько дней состояние королевы ухудшилось, и 24 октября она умерла от родильной горячки. Её похоронили в часовне Святого Георгия в Виндзорском замке.
По признанию Генриха VIII Джейн Сеймур была его самой любимой женой. Перед смертью он завещал похоронить себя рядом с ней.

Джейн Сеймур. Портрет работы неизвестного художника (портрет был создан уже после её смерти)

## Образ в искусстве
В литературе:
Джейн Сеймур стала персонажем романов Хилари Мантел «Вулфхолл» и «Введите обвиняемых».
В музыке:
- В опере Гаэтано Доницетти «Анна Болейн» (1831) одним из основных персонажей является Джейн Сеймур.
- Известная баллада английских рокеров The Rolling Stones «Lady Jane»[англ.]* повествует о Джейн Сеймур и основана на письмах короля Генриха VIII. В песне также упоминаются Анна Болейн (lady Anne) и её сестра Мэри (Mary). Каждой из трёх женщин посвящён свой куплет.
- «Jane Seymour» — одна из композиций с альбома The Six Wives of Henry VIII (1973 год) британского музыканта Рика Уэйкмана.
- «The Death of Queen Jane»[англ.] — английская баллада, основной темой которой является описание обстоятельств тяжёлых родов королевы Джейн и её последующей смерти. Согласно тексту баллады, во время родов Джейн к королю Генриху присылают за согласием на хирургическое вмешательство, что ставит его перед тяжёлым выбором: пожертвовать наследником или любимой женой, так как в ту эпоху подобная операция почти неизбежно вела к смерти роженицы.

Существует множество современных версий баллады, записанных такими музыкантами, как Оскар Айзек, Мария Дойл-Кеннеди, Альфред Деллер (под названием «King Henry») и многими другими.
- В бродвейском мюзикле Six[англ.].

В кинематографе:
- Впервые образ Джейн Сеймур воплотила на экране Ауд Эгеде-Ниссен в германском фильме 1920 года «Анна Болейн».
- В 1933 году в фильме режиссёра Александра Корды «Частная жизнь Генриха VIII» роль Джейн сыграла британская актриса Венди Барри, а Генриха — Чарльз Лоутон.
- В фильме 1969 года «Тысяча дней Анны» Джейн Сеймур фигурирует как второстепенный персонаж (актриса Лесли Патерсон (англ. Lesley Paterson)). Роль Генриха исполнил Ричард Бёртон, а Анны Болейн — Женевьева Бюжо.
- В экранизации 1972 года «Генрих VIII и его шесть жён» (англ. Henry VIII and His Six Wives) в роли короля — Кит Мичелл, в роли Джейн — Джейн Эшер.
- В телевизионной адаптации романа Филиппы Грегори «Ещё одна из рода Болейн» (2003 год) в эпизодической роли Джейн появляется Наоми Бенсон (англ. Naomi Benson).
- В драматическом мини-сериале 2003 года «Генрих VIII» роль Джейн Сеймур сыграла Эмилия Фокс.
- В сериале «Тюдоры» канала Showtime в роли Джейн представлены Анита Брием (во втором сезоне) и Аннабелль Уоллис (в третьем сезоне).
- В последней экранизации романа Филиппы Грегори «Ещё одна из рода Болейн» (2008 год) роль леди Сеймур досталась Коринне Гэлловэй (англ. Corinne Galloway).
- В постановке канала BBC Two «Волчий зал» (2015 год) по романам Хилари Мэнтел «Вулфхолл» и «Введите обвиняемых» роль Джейн Сеймур исполнила Кейт Филлипс[17].